# Нантская школа менеджмента
Нантская школа менеджмента «Ауденция» (англ. Audencia Nantes School of Management) — экономическое образовательное учреждения (Нант, Франция). Основана в 1900 году; именовалась «Высшей коммерческой школой» (École supérieure de commerce de Nantes); современное название с 2000 года.
Обучение в школе проходит по ряду магистерских программ, также по программам MBA и EMBA.
Школа располагает «Медиатекой Филеаса Фогга» (Médiathèque Philéas Fogg) в состав которой входит библиотека (20 тыс. книг и 15 тыс. журналов), более 10 баз данных, отдел рыночной и коммерческой информации.